# Rüdiger Bartelmus
Rüdiger Bartelmus (* 8. Januar 1944 in Asch, Reichsgau Sudetenland) ist ein evangelischer Theologe und pensionierter Professor am Institut für Alttestamentliche Wissenschaft und Biblische Archäologie der Christian-Albrechts-Universität zu Kiel.

## Leben
Rüdiger Bartelmus studierte in München, Erlangen, Heidelberg und Zürich die Fächer Evangelische Theologie, Katholische Theologie und Philosophie. 1969 legte er das Erste Theologische Examen ab. Von 1969 bis 1974 arbeitete er als Religionslehrer an verschiedenen Münchener Schulen, 1972 legte er das Zweite Theologische Examen ab. Nur ein Jahr darauf verlieh ihm der Landeskirchenrat der Evang.-Luth. Kirche in Bayern den Titel eines Pfarrers.
Von 1974 bis 1976 arbeitete Rüdiger Bartelmus als Lektor für Hebräisch an der Evang.-Theol. Fakultät der LMU München, 1976 promovierte er bei Professor Klaus Baltzer zum Doktor der Theologie. Von 1977 bis 1993 war er Akademischer Oberrat für Sprachen des Alten Testaments an der Evang.-Theol. Fakultät der LMU München. Darüber hinaus betreute er an gleicher Stelle die alttestamentliche Ausbildung von Lehramtsstudenten ohne altsprachliche Kenntnisse. 1982 erfolgte seine Habilitation zum Dr. theol. habil. mit der Lehrbefugnis für das Fach „Altes Testament“.
Von 1982 bis 1989 wirkte er als Privatdozent, ab 1989 als außerplanmäßiger Professor für Altes Testament an der Evang.-Theol. Fakultät der LMU München. Von 1993 bis 1995 unterrichtete er an gleicher Stelle als Professor für Altes Testament und biblisch-orientalische Sprachen. 1995 wurde er zum Professor für Altes Testament an der Theologischen Fakultät der Christian-Albrechts-Universität zu Kiel ernannt.
Neben seiner wissenschaftlichen Tätigkeit hat sich Rüdiger Bartelmus als ausgebildeter Hochtourenführer des Deutschen Alpenvereins viele Jahre lang als Bergführer für eine Bergsteigerschule engagiert. Er ist verheiratet und Vater von sechs Kindern. Nach seiner Pensionierung 2009 zog er wieder nach München.

## Werke
- Heroentum in Israel und seiner Umwelt. Berlin 1976
- HYH, Bedeutung und Funktion eines althebräischen "Allerweltswortes". Zugleich ein Beitrag zur Frage des hebräischen Tempussystems. St. Ottilien 1982, ISBN 3-88096-517-X
- Einführung in das biblische Hebräisch. Zürich 1994, ISBN 3-290-10963-1
- Auf der Suche nach dem archimedischen Punkt der Textinterpretation. Studien zu einer philologisch-linguistisch fundierten Exegese alttestamentlicher Texte. Zürich 2002, ISBN 3-907576-43-8